# Bernie Wrightson
Bernard Albert "Bernie" Wrightson (ibland stavat Berni Wrightson), född 27 oktober 1948 i Baltimore, Maryland, död 18 mars 2017 i Austin, Texas, var en amerikansk illustratör och serietecknare.